# Rewa Kantha
Rewa Kantha (literalment "Ribes del Rewa", el Rewa és un nom alternatiu del riu Narmada o Narbada o Nerbudda) és una regió de l'Índia al Gujarat, i sota els britànics a la presidència de Bombai. El territori, on hi havia nombrosos principats (més de 60), fou organitzat com agència política britànica el 1821. El territori de la regió s'estenia al sud del riu Narmada amb un territori al nord d'una amplada d'entre 15 i 80 fins a 20 km del riu Mahi, i un territori a l'oest que arribava a la riba esquerra del Mahi. Limitava al nord pels estats de Dungarpur i Banswara (de la Rajputana); a l'est amb el districte de Panch Mahals, el districte de Khandesh, i els principats d'Ali Rajpur i altres estats menors de l'agència de Bhopawar; al sud amb el territori de Baroda, i el districte de Surat; i a l'oest Baroda, el districte de Broach, el districte de Panch Mahals, el districte de Kaira i el districte d'Ahmedabad. La llargada màxima de nord a sud era de 225 km i la màxima amplada d'est o est variava entre 15 i 80 km.
Vegeu: Agència de Rewa Kantha.